# Dalling (Gemeinde Weitensfeld im Gurktal)
Dalling ist eine Ortschaft in der Gemeinde Weitensfeld im Gurktal im Bezirk St. Veit an der Glan in Kärnten. Die Ortschaft hat 8 Einwohner (Stand 1. Jänner 2024).

## Lage
Die Ortschaft liegt im Süden der Gemeinde Weitensfeld, auf dem Gebiet der Katastralgemeinde Wullroß, etwa 3 ½ km Luftlinie bzw. knapp 6 Straßenkilometer südsüdöstlich von Zammelsberg.

## Geschichte
Der Ort wird um 1190 als Talingen genannt.
Bei Gründung der Ortsgemeinden Mitte des 19. Jahrhunderts kam Dalling an die Gemeinde Weitensfeld.
Am 20. März 1935 geriet beim vulgo Dallinger beim Kornmahlen ein Lokomobil in Brand, woraufhin das Wohnhaus, eine Hausmühle, eine Säge und ein Lebensmittelspeicher abbrannten.
Bei der Kärntner Gemeindestrukturreform von 1973 kam Dalling an die damals neu errichtete Gemeinde Weitensfeld-Flattnitz, bei deren Auflösung 1991 wieder zur Gemeinde Weitensfeld im Gurktal.

## Bevölkerungsentwicklung
Für die Ortschaft ermittelte man folgende Einwohnerzahlen:
- 1816: 10 Einwohner[4]
- 1869: 3 Häuser, 22 Einwohner[5]
- 1880: 3 Häuser, 24 Einwohner[6]
- 1890: 3 Häuser, 28 Einwohner[7]
- 1900: 2 Häuser, 29 Einwohner[8]
- 1910: 2 Häuser, 20 Einwohner[9]
- 1923: 2 Häuser, 17 Einwohner[10]
- 1934: 20 Einwohner[11]
- 1961: 1 Haus, 11 Einwohner[12]
- 2001: 2 Gebäude (davon 2 mit Hauptwohnsitz) mit 4 Wohnungen; 8 Einwohner und 0 Nebenwohnsitzfälle; 2 Haushalte; 1 Arbeitsstätte, 1 land- und forstwirtschaftlicher Betrieb[13]
- 2011: 2 Gebäude, 7 Einwohner, 2 Haushalte, 2 Arbeitsstätten[14]
- 2021: 2 Gebäude, 6 Einwohner, 2 Haushalte, 3 Arbeitsstätten[15]